# یان فن در هیدن
یان فن در هیدن (هلندی: Jan van der Heyden; ۵ مارس ۱۶۳۷ – ۲۸ مارس ۱۷۱۲) نقاش و مهندس اهل هلند بود.
وی که از نقاشان دوران طلایی هلند بوده به‌غیر از آثار نقاشی اختراعاتی در زمینه تکنولوژی آتش‌نشانی نیز داشته‌است.

## نگارخانه

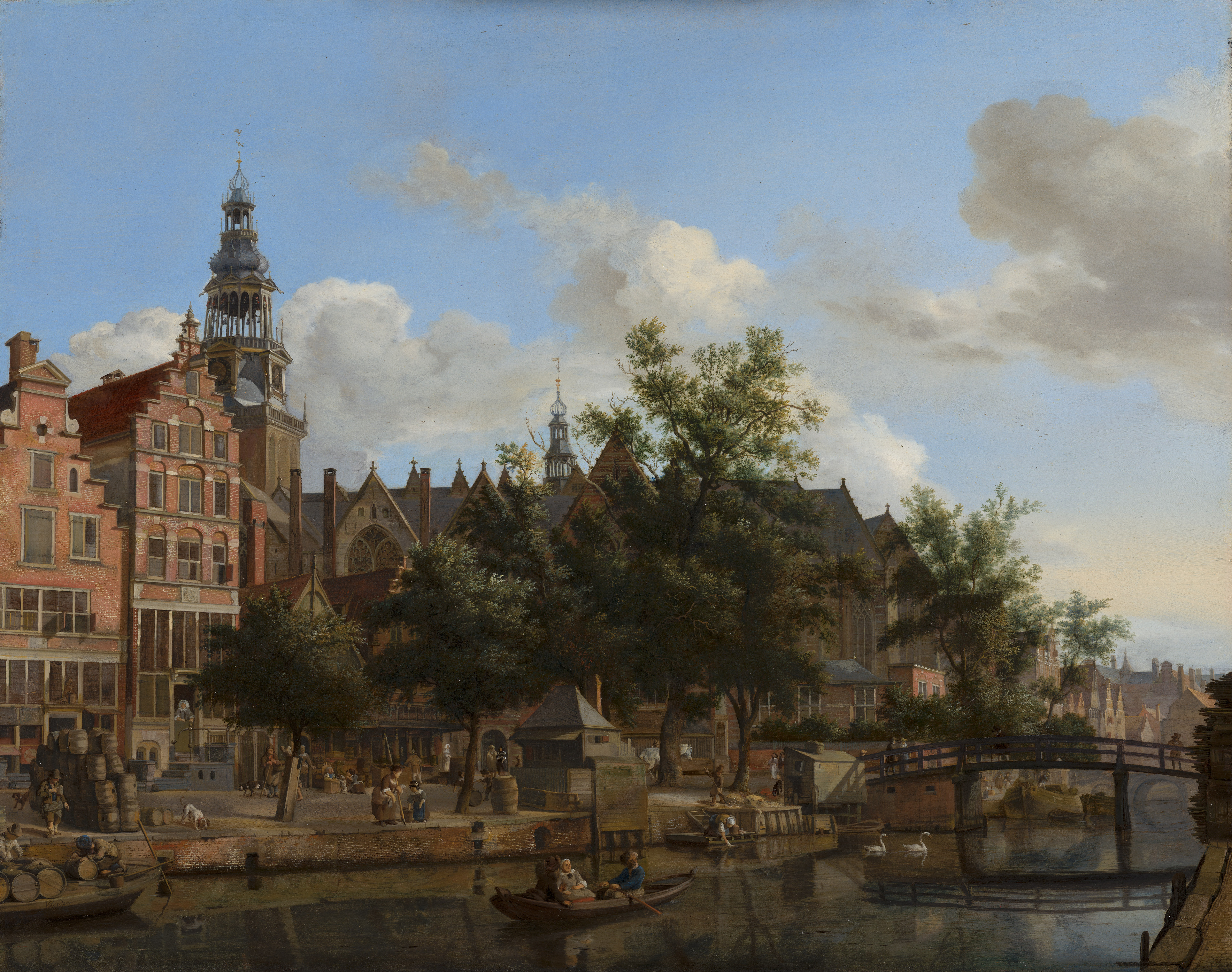
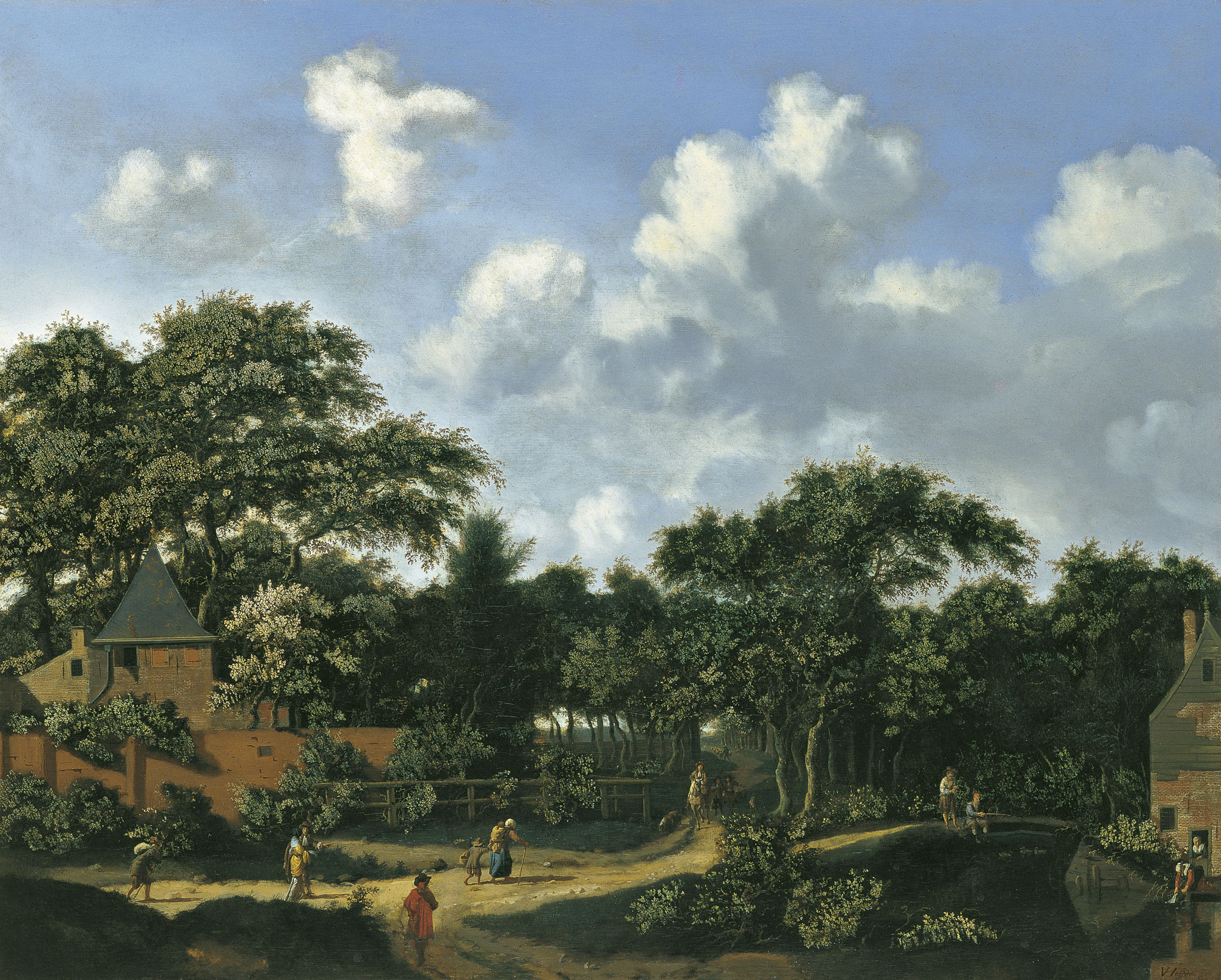
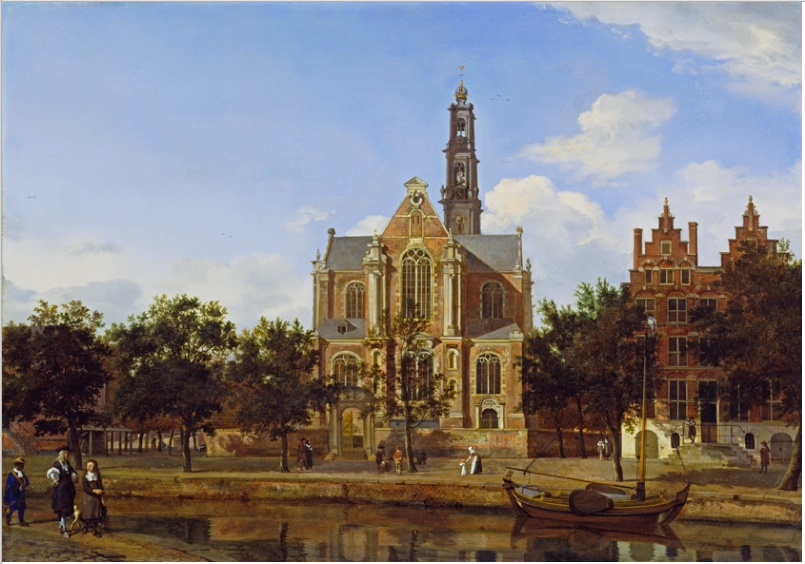
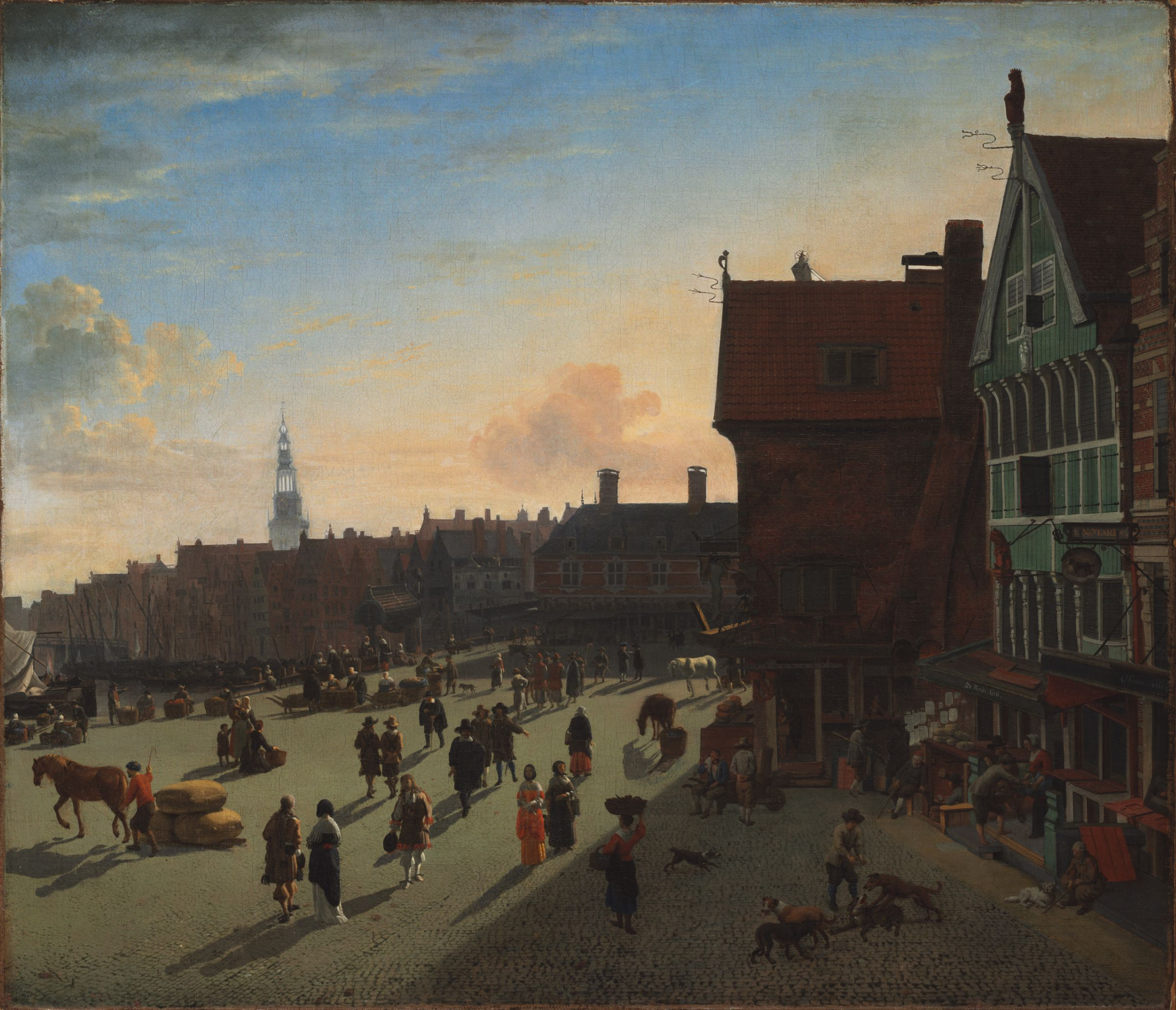
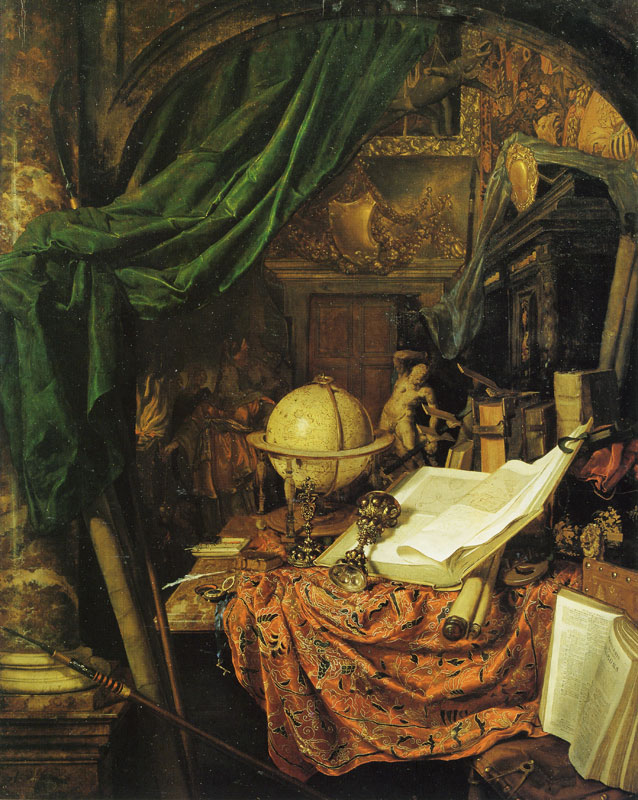
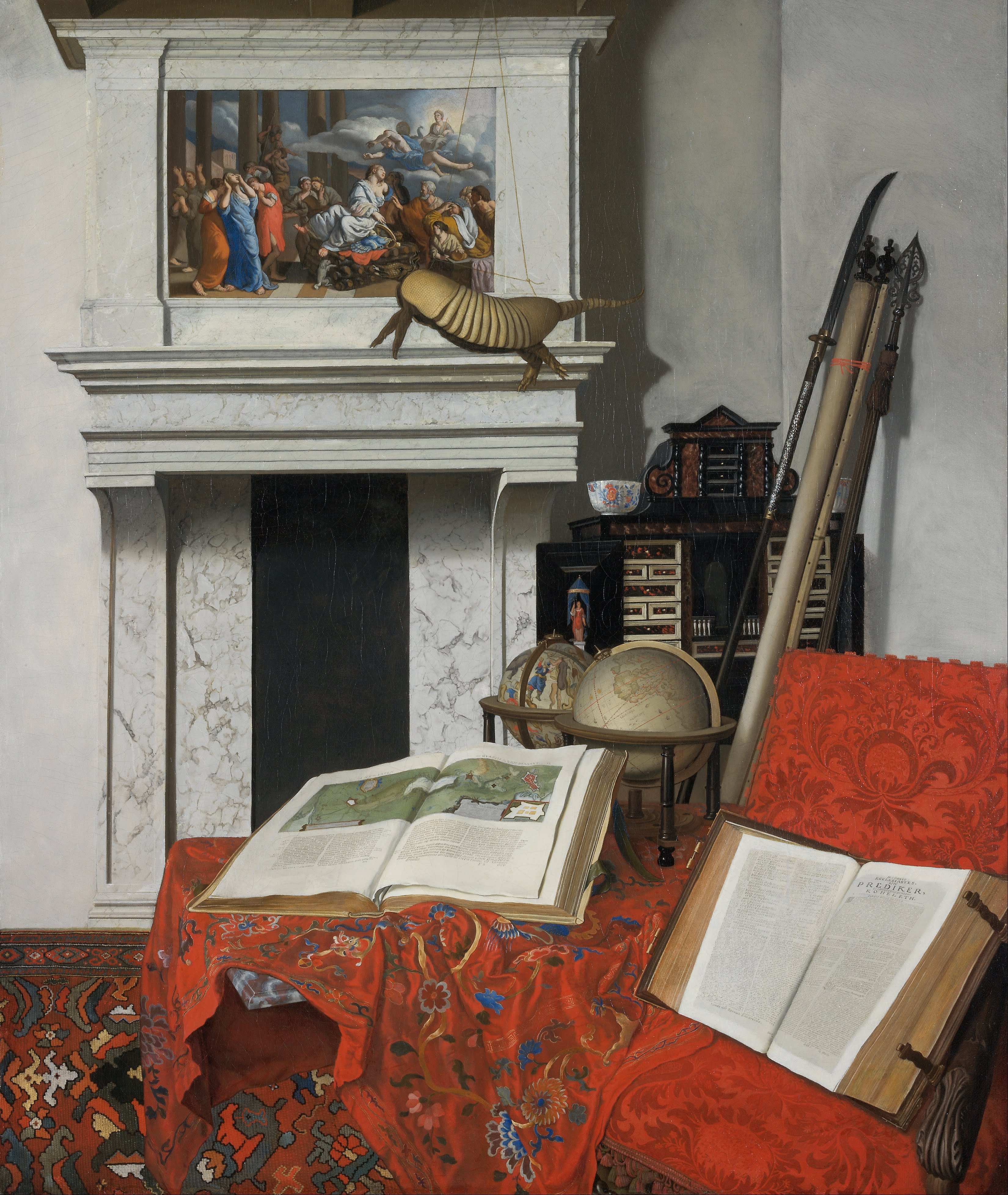
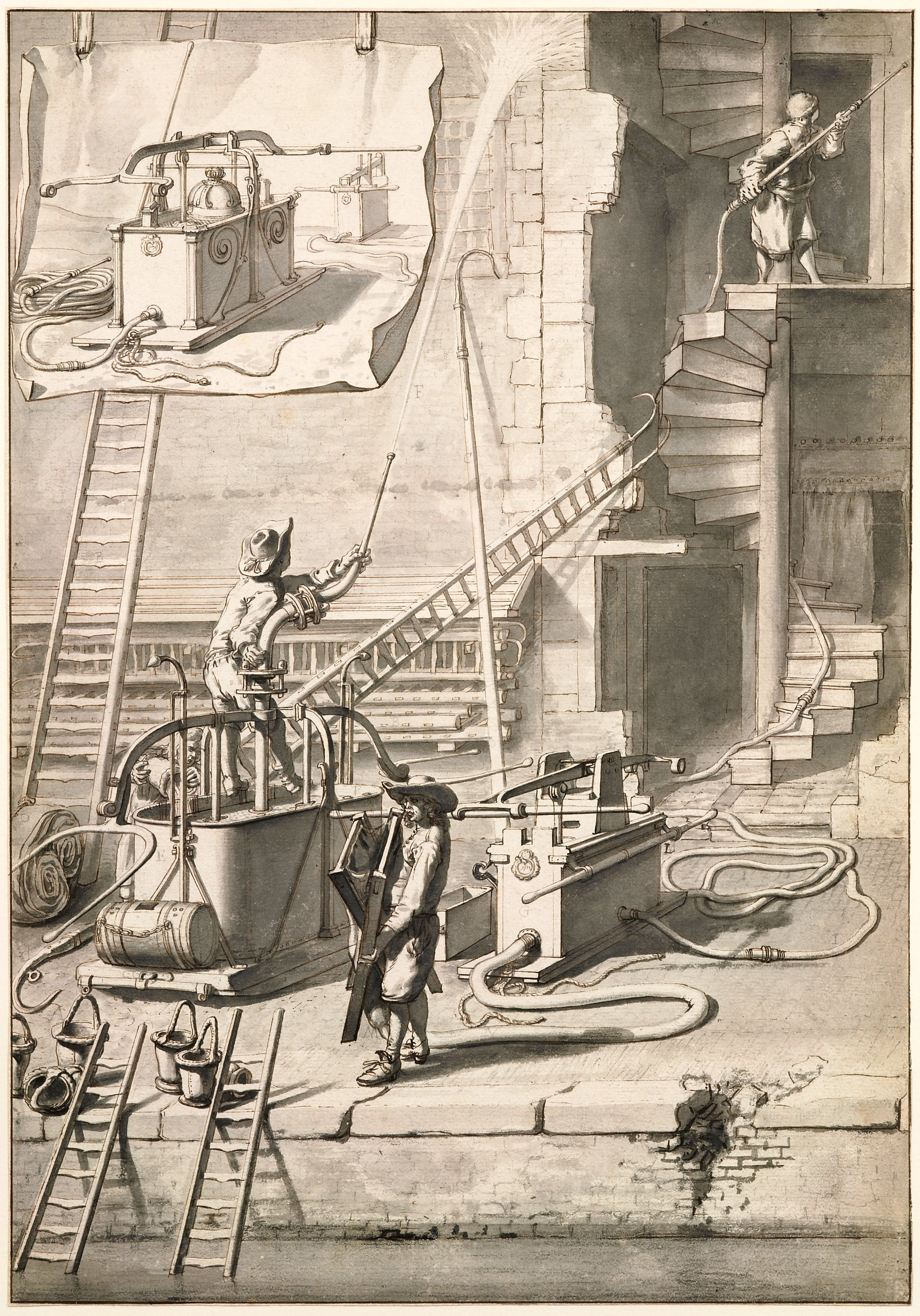